# Тімакова Наталя Олександрівна
Наталія Олександрівна Тімакова (нар. 12 квітня 1975, Алма-Ата, Казахська РСР) — російська політична діячка, управлінка. Заступниця голови Зовнішекономбанку із 17 вересня 2018 року.
Прессекретарка голови Уряду РФ (2012—2018), прессекретарка президента РФ (2008—2012). Державна радниця РФ 1 класу (2003).

## Життєпис
Народилася 12 квітня 1975 року.
- 1998 — закінчила філософський факультет МДУ.
- 1995 — 1997 — кореспондентка відділу політики газети «Московський комсомолець».
- 1996 — висвітлювала хід президентської кампанії Бориса Єльцина.
- 1997 — 1999 — кореспондентка відділу політики ВД «Коммерсант».
- З березня по жовтень 1999 — політична оглядачка ІА «Інтерфакс».
- З жовтня 1999 року — виконувачка обов'язків прессекретаря голови Уряду РФ Путіна і заступниця директора Департаменту урядової інформації.
- 11 листопада 1999 року, після того як пост прессекретаря голови Уряду РФ зайняв Михайло Кожухов, залишилась заступницею директора Департаменту урядової інформації.
- З 2000 — співробітниця Адміністрації президента РФ:
- В 2000 — 2002 — заступниця начальника Управління пресслужби президента РФ.
- В 2002 — 2004 — перша заступниця прессекретаря президента РФ — начальниця Управління пресслужби президента РФ[5].
- У 2004 — 2008 — начальниця Управління пресслужби і інформації президента РФ[6].
- З 13 травня 2008 по 21 травня 2012 — прессекретарка президента РФ[7][8].
- З 22 травня 2012 по 17 вересня 2018 року — прессекретарка голови Уряду РФ — заступниця керівника Апарату Уряду РФ[9][10].
- З 17 вересня 2018 року — заступниця голови Зовнішекономбанку.

Володіє англійською мовою.

### Діяльність
Аналізуючи свою роботу на посаді прессекретарки Медведєва, Тімакова в інтерв'ю виданню «Сноб» визнала своєю головною помилкою розміщення в блозі президента звернення із закликом грати в бадмінтон, що спричинило жорстку і глузливу реакцію громадськості. Це вона пояснила нерозумінням того, що настрій у частини суспільства після 24 вересня 2011, коли відбувся з'їзд  «Єдиної Росії» і Медведєв оголосив про намір покинути пост глави держави, змінився.

### Сім'я
Одружена з Олександром Будбергом, який з 1991 року працював журналістом газети «Московский комсомолец», з 1996 року був учасником кремлівського пулу журналістів.
З 2010-х займався PR, був радником президента банку ВТБ.

### Майно
Сукупний дохід сім'ї за 2012 рік становив 30,9 млн рублів, за 2013-й — 62,2 млн рублів, за 2014-й — 39,7 млн рублів. Сама Тімакова за 2014 рік заробила 7,5 млн руб. Сім'я володіє нерухомістю в Латвії (будинок площею 96 м² та ділянкою площею 2700 м² в дюнній зоні на березі Ризької затоки в Юрмалі) і чотирма квартирами в Росії.
За даними латвійських ЗМІ, зарубіжну нерухомість придбано в онучок першого президента Латвії Яніса Чаксте в березні 2013 року. Вартість угоди склала 1,3 млн євро, що виявилося нижче трирічного доходу сім'ї і дозволило не вказувати джерело доходу.

## Нагороди
- Орден «За заслуги перед вітчизною» III ступеня (2012)[14]
- Орден «За заслуги перед вітчизною» IV ступеня[15]
- Подяка президента РФ (18 січня 2010) — за активну участь у підготовці послання президента РФ Федеральних зборів [16]
- Подяка президента РФ (2 вересня 2008) — за участь у підготовці Петербурзького міжнародного економічного форуму і зустрічей глав держав-учасниць СНД[17].
- Подяка Президента РФ (3 серпня 2004) — за участь у підготовці в Москві дня Росії [18]
- Медаль Столипіна I ступеня (11 квітня 2015) — за внесок в забезпечення діяльності Уряду РФ [19]
- Орден Дружби (окупаційна влада Південної Осетії, Грузія, 29 січня 2009) — за сприяння в «об'єктивному висвітленні подій навколо Південної Осетії» в серпні 2008 року [20]
- У рейтингу «100 найвпливовіших жінок Росії» журналу Огонёк, опублікованому в березні 2014, зайняла 7-е місце[21]